# Sarah Casado Thomas
Sarah Casado Thomas, (Madrid, 2 de julio de 1991) es una actriz germano-española.

## Biografía
Sarah Casado Thomas nació en Madrid, España. Hija de madre alemana y padre español, pasó la primera parte de su infancia en España, antes de mudarse a Alemania a la edad de nueve años. Por lo tanto creció hablando dos idiomas, alemán y español, a los que pronto se sumaría el inglés.
Es nieta del actor español Fernando Rey (muy conocido por sus películas como protagonista con el director Luis Buñuel y por "The French Connection”, de W. Friedkin, 1971) y de la actriz argentina Mabel Karr ("Las chicas de la Cruz Roja", 1958). Por lo tanto, tuvo contacto con el mundo del cine y del teatro desde muy temprano.
Su interés por la interpretación, ya comenzó en España en su más tierna infancia. Tomó clases de teatro semanales durante cinco años y posteriormente, ya en Alemania, participó en varias actuaciones en el teatro de Osterholz, una ciudad cerca de Bremen. Finalmente, y a pesar de completar en Holanda una licenciatura en negocios llamada “International Business and Management“, se dio cuenta de que realmente, a lo que se quería dedicar era a ser actriz.
Por lo tanto, inmediatamente después de licenciarse, se mudó a Londres, para iniciarse profesionalmente en su vocación, y allí fue adquiriendo más experiencia práctica, participando en papeles en cortometrajes ingleses y en algunas películas de cine, así como en un proyecto publicitario como modelo para cabello. Mientras tanto, se continuó formando en la Academia de interpretación de MN para "Screen Acting“ y participó en varios talleres, incluido el "Actors and Directors Workshop”, en la London Film School, con Richard Kwietniowski.
Después de ese año lleno de ricas experiencias en Londres, Sarah regresó a Alemania para volver a aprender el oficio desde cero y comenzó, en el 2016, una formación oficial de tres años en arte dramático, que tuvo lugar en el estudio de actuación FRESE de Hamburgo, consiguiendo la “Bühnenreife“ (diploma alemán para actores) a finales del 2019.

## Teatro (selección)
- 2005 : Der Alltag (Stadttheater TiO, Osterholz-Scharmbeck)
- 2017 : Und weil sie nicht gestorben sind... (Studiobühne FRESE)
- 2018 : Mordswut im Hals (Studiobühne FRESE)
- 2018 : Viel Lärm um Alles (HAW Bühne Hamburg)[4]
- 2019 : Michaela, der Tiger unserer Stadt (Monsun Theater Hamburg)[5]
- 2022 : Meine Braut, sein Vater und ich (Theater Geisler Lübeck)[6]

## Filmografía (selección)
- 2014 : To Trend on Twitter (Kurzfilm)[7]
- 2014 : Bliss (Kurzfilm)
- 2015 : Between Two Worlds (Kinofilm)[8]
- 2015 : Alpha (Kurzfilm)
- 2015 : Die Klinik-Docs (AT) (Serienpilot)
- 2018 : Bühnenmeister - Duell der Schauspieler (Live-Show)[9]
- 2018 : Pik-Ass (Kurzfilm)